# BoardGameGeek
BoardGameGeek (BGG) — це онлайн-форум для любителів настільних ігор та ігрова база даних, яка містить огляди, фотографії та відео понад 125 600 різних настільних ігор, у тому числі євроігри, воргейми та карткові ігри. На додаток до ігрової бази даних, сайт дозволяє користувачам оцінювати ігри за шкалою від 1 до 10 і публікує впорядкований список настільних ігор.

## Історія

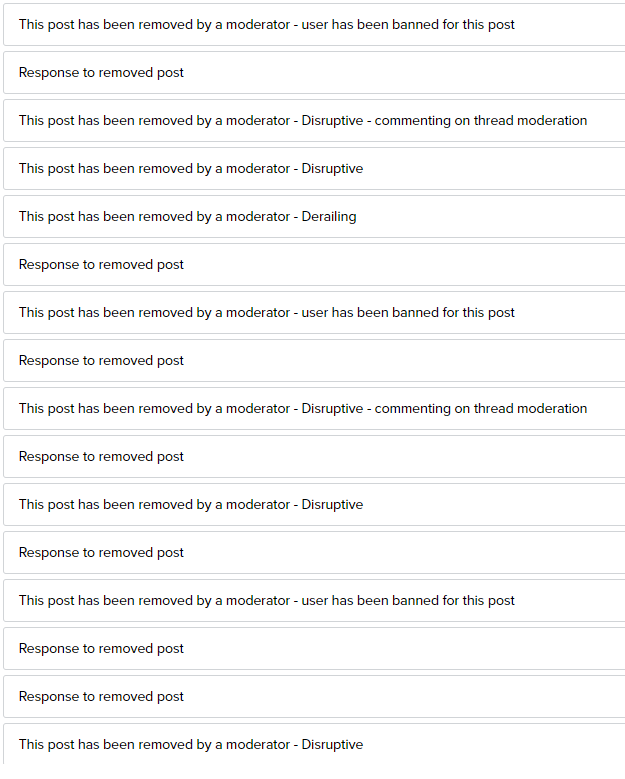
Модерація інтернет-форумів на форумах BoardGameGeek

BoardGameGeek був заснований у січні 2000 року Скоттом Олденом і Дереком Солко і відзначив своє 20-річчя 20 січня 2020 року
З 2005 року BoardGameGeek проводить щорічну конвенцію настільних ігор BGG.CON, яка зосереджена на іграх і, де оголошуються переможці Golden Geek Awards. Також там демонструються нові ігри та надається персонал, аби навчити охочих правил цих ігри. Існує також щорічний весняний BGG.CON, який є сімейним, і щорічний BGG@Sea, який проводиться під час круїзу.
У 2010 році BoardGameGeek отримав нагороду Діани Джонс, яка визнала його «незрівнянним ресурсом для настільних і карткових ігор, визнаним авторитетом цієї онлайн-спільноти». The New York Times назвала BoardGameGeek «центром настільних ігор в Інтернеті».
У 2020 році BoardGameGeek було введено до Зали слави Origins Award.
Сайт розгалужується на інші сфери, використовуючи ту саму систему для рольових та відео- ігор (rpggeek.com і videogamegeek.com).

## Golden Geek Award
З 2006 року сайт щорічно нагороджує найкращі нові настільні ігри року нагородою Golden Geek Award. Переможці обираються на основі голосування зареєстрованих користувачів.

### 2006—2009 роки
| Категорія                                 | 2006 рік           | 2007 рік                                     | 2008 рік                      | 2009 рік                         |
| ----------------------------------------- | ------------------ | -------------------------------------------- | ----------------------------- | -------------------------------- |
| Гра року                                  | Caylus             | Shogun                                       | Агрікола                      | Домініон                         |
| Найкраща стратегічна гра                  | Caylus             | Shogun                                       | Агрікола                      | Гавр                             |
| Найкращий воргейм                         | Сутінкова боротьба | Бойовий командир: Європа                     | Ганнібал: Рим проти Карфагена | Бойовий командир: Тихоокеанський |
| Найкраща дитяча настільна гра             | Nacht Der Magier   | Zooloretto                                   | Шато Рокфор                   | Вибачте! Повзунки                |
| Найкраща настільна гра для двох гравців   | Сутінкова боротьба | Команди та кольори BattleLore oraz: Ancients | Ганнібал: Рим проти Карфагена | Космічний Халк (третє видання)   |
| Найкраща сімейна настільна гра            | Ingenious          | Zooloretto                                   | Фіви                          | Пандемія                         |
| Найкраща настільна гра для вечірок        | Діамант            | Дотепність і ставки                          | Say Anything                  | Час вийшло! Делюкс               |
| Найкраща карткова гра                     | -                  | Caylus Magna Carta                           | Гонка за Галактику            | Домініон                         |
| Найкращий твір/презентація настільної гри | -                  | BattleLore                                   | Ямайка                        | Космічний Халк (третє видання)   |
| Найкраще доповнення до настільної гри     | -                  | -                                            | -                             | Пандемія: На межі                |
| Найкраща настільна гра Print & Play       | -                  | -                                            | -                             | Дюнний експрес                   |
| Найкраща інноваційна настільна гра        | -                  | -                                            | -                             | Космічна тривога                 |

### 2010—2019 роки
| Category                                  | 2010                                | 2011                                    | 2012                                 | 2013                                            | 2014                                   | 2015                                                                  | 2016                                          | 2017                              | 2018                             | 2019                                |
| ----------------------------------------- | ----------------------------------- | --------------------------------------- | ------------------------------------ | ----------------------------------------------- | -------------------------------------- | --------------------------------------------------------------------- | --------------------------------------------- | --------------------------------- | -------------------------------- | ----------------------------------- |
| Гра року                                  | Hansa Teutonica                     | Dominant Species                        | Eclipse                              | Terra Mystica                                   | Розкіш                                 | Pandemic Legacy: Season 1                                             | Коса                                          | Gloomhaven                        | Root                             | Крила                               |
| Найкраща стратегічна гра                  | Hansa Teutonica                     | Dominant Species                        | Eclipse                              | Terra Mystica                                   | П'ять каст                             | Pandemic Legacy: Season 1                                             | Коса                                          | Gloomhaven                        | Brass: Birmingham                | Крила                               |
| Найкращий воргейм                         | Washington's War                    | A Few Acres of Snow                     | Sekigahara: The Unification of Japan | 1775: Rebellion                                 | Fire in the Lake                       | Churchill                                                             | Falling Sky: The Gallic Revolt Against Caesar | 878 Vikings: Invasions of England | Hannibal & Hamilcar              | Undaunted: Normandy                 |
| Найкраща дитяча настільна гра             | Forbidden Island                    | Animal Upon Animal: Balancing Bridge    | Володар Токіо                        | Forbidden Desert                                | Tales & Games: The Hare & the Tortoise | -                                                                     | -                                             | -                                 | -                                | -                                   |
| Найкраща настільна гра для двох гравців   | Washington's War                    | A Few Acres of Snow                     | Android: Netrunner                   | Star Wars: X-Wing Miniatures Game               | Star Realms                            | 7 Wonders Duel                                                        | Зоряні війни: повстання                       | Кодові імена: Дует                | KeyForge: Call of the Archons    | Watergate                           |
| Найкраща сімейна настільна гра            | Tobago                              | 7 чудес                                 | Володар Токіо                        | Листи Закоханих                                 | Розкіш                                 | Кодові імена                                                          | Кодові Імена: Малюнки                         | Azul                              | Пройдисвіти з Кведлінбурга       | Крила                               |
| Найкраща настільна гра для вечірок        | Telestrations                       | Dixit Одіссея                           | Володар Токіо                        | Листи Закоханих                                 | Cash n' Guns 2nd Ed.                   | Кодові імена                                                          | Кодові Імена: Малюнки                         | Warewords                         | The Mind                         | Довжина хвилі                       |
| Найкраща карткова настільна гра           | Innovation                          | 7 чудес                                 | Android: Netrunner                   | Листи Закоханих                                 | Star Realms                            | 7 Wonders Duel                                                        | Жахи Аркхема: карткова гра                    | Century: Spice Road               | The Mind                         | Крила                               |
| Найкращий твір/презентація настільної гри | -                                   | Merchants & Marauders                   | Такеноко                             | Mice and Mystics                                | Abyss                                  | Mysterium                                                             | Коса                                          | Photosynthesis                    | Root                             | Крила                               |
| Найкраще доповнення до настільної гри     | Dominion: Prosperity                | Twilight Imperium: Shards of the Throne | Alien Frontiers: Factions            | Lords of Waterdeep: Scoundrels of Skullport     | 7 чудес: Вавилон                       | Ticket to Ride Map Collection: Volume 5 United Kingdom & Pennsylvania | 7 чудес дуель: Пантеон                        | Scythe: The Wind Gambit           | Scythe: The Rise of Fenris       | Крила: Птахи Європи                 |
| Найкраща настільна гра Print & Play       | Zombie in My Pocket                 | The Thing                               | D-Day Dice: Free Trial Version       | Tiny Epic Kingdoms & Coin Age                   | …and then we held hands…               | Dune: The dice game                                                   | Star Trek: The Dice Game                      | My Little Scythe                  | Orchard: A 9 card solitaire game | TINYforming Mars                    |
| Найкраща інноваційна настільна гра        | Catacombs                           | A Few Acres of Snow                     | Risk: Legacy                         | Листи закоханих                                 | Dead of Winter: A Crossroads Game      | Pandemic Legacy: Season 1                                             | Капітан Сонар                                 | Gloomhaven                        | Root                             | Крила                               |
| Найкраща тематична настільна гра          | War of the Ring Collector's Edition | Mansions of Madness                     | Mage Knight Board Game               | Robinson Crusoe: Adventure on the Cursed Island | Dead of Winter: A Crossroads Game      | Pandemic Legacy: Season 1                                             | Коса                                          | Gloomhaven                        | Root                             | Dune                                |
| Найкраща абстрактна настільна гра         | FITS                                | Paris Connection                        | Kingdom Builder                      | Tash-Kalar: Arena of Legends                    | Печворк                                | -                                                                     | -                                             | -                                 | -                                | -                                   |
| Найкраща кооперативна настільна гра       | -                                   | -                                       | -                                    | -                                               | -                                      | -                                                                     | Mechs vs. Minions                             | Gloomhaven                        | The Mind                         | The Crew: The Quest For Planet Nine |
| Найкраща соло гра                         | -                                   | -                                       | -                                    | -                                               | Imperial Settlers                      | Tiny Epic Galaxies                                                    | Коса                                          | Gloomhaven                        | Влучний хід                      | Крила                               |

Нагороди за рольові та відеоігри
Нагороди за рольові та відеоігри були введені в 2014 році та присуджуються до 2017 року. У 2018 році було присуджено лише 1 категорію, а в наступні роки жодної.
| Категорія                                  | 2014 рік                                                                                         | 2015 рік                         | 2016 рік                  | 2017 рік                                | 2018 рік          |
| ------------------------------------------ | ------------------------------------------------------------------------------------------------ | -------------------------------- | ------------------------- | --------------------------------------- | ----------------- |
| Найкраще зображення/презентація RPG        | Посібник гравця (D&D 5e)                                                                         | Mouse Guard (2nd Edition)        | Путівник Воло по монстрам | Довідник Ксанатара про все              | -                 |
| Переможець найкращого рольового доповнення | Стартовий набір Dungeons & Dragons                                                               | Досьє Дракули: Посібник режисера | Путівник Воло по монстрам | Довідник Ксанатара про все              | -                 |
| RPG року                                   | Посібник господаря підземелля (D&D 5e) Посібник гравця (D&D 5e) Dungeons & Dragons (5-е видання) | Леза в темряві                   | 7-е море                  | Казки з Петлі                           | -                 |
| Найкраща інді-відеогра                     | Star realms                                                                                      | Ракетна Ліга                     | Stardew Valley            | Cuphead                                 | -                 |
| Найкраща мобільна/кишенькова відеогра      | Star realms                                                                                      | Fallout Shelter                  | Сутінкова боротьба        | Крізь епохи                             | -                 |
| Найкращі відеоігри/ілюстрації              | Банерна сага                                                                                     | Відьмак 3: Дикий гін             | Надзор                    | Легенда про Зельду: Подих дикої природи | -                 |
| Найбільш інноваційна відеогра              | Galaxy Trucker                                                                                   | -                                | Pokémon GO                | Легенда про Зельду: Подих дикої природи | -                 |
| Відеогра року                              | Hearthstone: Heroes of Warcraft                                                                  | Кілька переможців                | Кілька переможців         | Кілька переможців                       | -                 |
| Найкраще доповнення до настільної гри      | -                                                                                                | -                                | Сутінкова боротьба        | Крізь епохи                             | Ганц Шен Розумний |

### 2020–тепер
У 2020 році багато нагород було замінено новими категоріями, наприклад «Настільна гра року» замінена на «Гра року, легка», «Середня» та «Важка».
| Категорія                                         | 2020 рік                  | 2021 рік                                           | 2022 рік                      | 2023 рік                                    |
| ------------------------------------------------- | ------------------------- | -------------------------------------------------- | ----------------------------- | ------------------------------------------- |
| Гра року, Light                                   | МікроМакро: Вбивче місто  | Каскадія                                           | Кіт у коробці                 | Громова дорога                              |
| Гра року, середня                                 | Загублені руїни Арнака    | Екіпаж: Місія Глибоке море                         | Турбо: Спека на треку         | Земля                                       |
| Гра року, важка                                   | Темна гавань. Щелепи лева | Новий ковчег                                       | Карнегі                       | Hegemony: Lead Your Class to Victory        |
| Найкраща військова гра                            | Імперська боротьба        | Безстрашний: підкріплення                          | Нестримний: Сталінград        | Безстрашні: Битва за Британію               |
| Найкраща настільна гра для двох гравців           | Undaunted: North Africa   | Radlands                                           | Розкіш. Дуель                 | Пілоти                                      |
| Найкраща карткова гра                             | Dune: Імперіум            | -                                                  | -                             | -                                           |
| Найкраще оформлення та презентація настільної гри | On Mars                   | Сплячі боги                                        | Flamecraft                    | The Castles of Burgundy                     |
| Найкраще розширення для настільної гри            | Крила: Птахи Океанії      | Загублені руїни Арнака: керівники експедиції       | Дюна: Імперіум – Розквіт Ікса | Новий ковчег: Морські Світи                 |
| Найкраща настільна гра Print & Play               | 7 Чудес Дуель: Соло       | Gloomholdin'                                       | Aquamarine                    | Waypoints                                   |
| Найбільш інноваційна настільна гра                | МікроМакро: Вбивче місто  | Присяга: Хроніки імперії та вигнання               | Кіт у коробці                 | Hegemony: Lead Your Class to Victory        |
| Найкраща тематична настільна гра                  | Темна гавань. Щелепи лева | Сплячі боги                                        | Турбо: Спека на треку         | Hegemony: Lead Your Class to Victory        |
| Найкраща кооперативна гра                         | Темна гавань. Щелепи лева | Екіпаж: Місія Глибоке море                         | Поверніться до Темної вежі    | Пілоти                                      |
| Найкраща сольна настільна гра                     | Under Falling Skies       | Final Girl                                         | Машина Тюрінга                | Legacy of Yu                                |
| Найкраща масштабована гра                         | Утрачені моря             | -                                                  | -                             | -                                           |
| Найкраща настільна гра для вечірок                | -                         | 🏆 Так кмітливо!                                   | 🏆 Ready Set Bet              | 🏆 That's Not a Hat                         |
| Найкраща настільна гра для вечірок                |                           | Don't Get Got!: Shut Up & Sit Down Special Edition | Blood on the Clocktower       | Among Cultists: A Social Deduction Thriller |
| Найкраща настільна гра для вечірок                |                           | Doodle Dash                                        | Challengers!                  | Blob Party                                  |
| Найкраща настільна гра для вечірок                |                           | The Fuzzies                                        | Feed the Kraken               | Chicken!                                    |
| Найкраща настільна гра для вечірок                |                           | Намалюй убивцю                                     | Цікаві факти                  | Dixit: Disney Edition                       |
| Найкраща настільна гра для вечірок                |                           | Night of the Ninja                                 | Gang of Dice                  | Hollywood 1947                              |
| Найкраща настільна гра для вечірок                |                           | Snakesss                                           | Green Team Wins               | How Dare You?                               |
| Найкраща настільна гра для вечірок                |                           | Stella: Dixit Universe                             | Повітряні Змії                | Некоджіма                                   |
| Найкраща настільна гра для вечірок                |                           | Ultimate Werewolf: Extreme                         | Верхогони: Перемога на грані  | Шось в лісі...                              |
| Найкраща настільна гра для вечірок                |                           |                                                    | Penguin Airlines              | The Same Game                               |
| Найкраща настільна гра для вечірок                |                           | Містичне чорнило                                   |                               |                                             |
| Найкращий подкаст                                 | So Very Wrong About Games | Гребля (англ. Barrage)                             | Ця гра зламана                | One Stop Co-Op Shop                         |
| Найкращий додаток для настільних ігор             | Root (2020)               | Gloomhaven                                         | Евердел                       | Unmatched: Цифрове видання                  |